# Phloeolister planisternus
Phloeolister planisternus är en skalbaggsart som beskrevs av Vienna 1994. Phloeolister planisternus ingår i släktet Phloeolister och familjen stumpbaggar. Inga underarter finns listade i Catalogue of Life.